# 전주풍남중학교
전주풍남중학교(全州豊南中學校)는 대한민국 전북특별자치도 전주시 완산구 효자동1가에 있는 공립 중학교이다.

## 학교 연혁
- 1980년 12월 29일 : 풍남중학교 설립 인가(30학급)
- 1981년 3월 1일 : 초대 최정만 교장 취임
- 1981년 3월 9일 : 개교 및 제1회 신입생 입학(664명)
- 1995년 2월 23일 : 전주풍남중학교로 교명 변경
- 1996년 12월 31일 : 남녀공학으로 확대 인가
- 2008년 10월 30일 : 봉사활동 연구학교 운영
- 2010년 10월 27일 : 생활체육 연구학교 운영
- 2025년 3월 1일 : 제16대 박숙영 교장 취임
- 2025년 1월 5일 : 제42회 졸업(189명) 졸업생 총 수 20,152명

## 참고 자료
- 전주풍남중학교 - 한국교육학술정보원 학교알리미